# Rudolf Osanger
Rudolf Osanger SDB (* 8. Juni 1950 in Scheibbs, Niederösterreich) ist ein österreichischer römisch-katholischer Ordenspriester, Sozialpädagoge und Liedermacher (Neues Geistliches Lied). Er war von 2008 bis 2014 Provinzial der österreichischen Ordensprovinz der Salesianer. Derzeit ist er Direktor in der Pfarre Stadlau.

## Leben
Osanger trat bereits 1967 in den Orden der Salesianer Don Boscos ein und studierte Theologie in Benediktbeuern und in Wien. Nach der Priesterweihe 1978 war er zunächst Kaplan in Klagenfurt-St. Josef, anschließend in Wien und in Amstetten. 1995 kehrte der diplomierte Sozialarbeiter/-pädagoge nach Kärnten zurück und wurde Pfarrer in Klagenfurt-St. Josef sowie 1998 Direktor der Salesianer Don Boscos in Klagenfurt. Von August 2007 an war P. Mag. Rudolf Osanger für ein Jahr Leiter der Jugendbildungsstätte Don Bosco Haus in Wien-Unter St. Veit. Von 2008 bis 2014 war er Provinzoberer der österreichischen Ordensprovinz der Don Bosco-Salesianer. Seit 2014 ist er als Direktor in der Pfarre Stadlau tätig.
Mit dem Klagenfurter Ensemble Happy Together (unter der Leitung von Charly Pomprein) nahm er in den 90ern zwei CDs auf. Gemeinsam mit Kaplan Michael Joham und Pater Werner Hebeisen SJ musiziert er in der Kärntner Priester Combo.
Für sein Engagement in der Jugendarbeit erhielt er am 5. Oktober 2007 die Ehrenurkunde des Landes Kärnten verliehen.

## Diskografie
Osanger wirkte an den folgenden CDs mit:
- Der Töpfer (1991)
- Jesus invites you to love (1996)
- Freude Verbindet (2019)

## Publikationen
- Spuren des Lebens – Spuren von Gott. Chancen und Grenzen von Orientierungstagen für Jugendliche. Österreichisches Institut für Jugendforschung, Wien 1994.